# 1913

## Esdeveniments
Països Catalans
- 24 de gener, Barcelona, l'Institut d'Estudis Catalans promulga les Normes ortogràfiques, resultat de la codificació normativa de Fabra.[1]
- 12 d'octubre, Barcelona: Apareix el primer número del diari del matí El Dia Gráfico.[2]
- Primer Congrés de Metges de Llengua Catalana.
- Barcelona: L'església de Sant Llàtzer, romànica, és dessacralitzada i passa a tenir d'altres usos que l'aniran malmetent fins a la seva recuperació als anys 80.
- Fundació de l'Escola Catalana d'Art Dramàtic gràcies a l'impuls d'Adrià Gual i la Diputació de Barcelona (actualment, Institut del Teatre).

Resta del món
- 23 de gener - Constantinopla: Colp d'estat a l'Imperi Otomà dirigita pel triumvirat format per Enver Paixà, Talat Paixà i Djemal Paixà; el ministre de la guerra Nazım Paixà és assassinat.[3]
- 23 de febrer - Rússia: el revolucionari Joseph Stalin és arrestat a Sant Petersburg i exiliat a Sibèria (fins al 8 de març de 1917).[4]
- 12 de març - Austràlia: Canberra esdevé capital d'Austràlia.
- 24 d'abril - Nova York (Estats Units)ː s'inaugura a Manhattan el Woolworth Building, el grata-cels més alt del món fins al 1930 (241 metres).[5]
- 29 de maig: estrena a París del ballet la La consagració de la primavera, d'Igor Stravinski
- Premi Nobel de Literatura per a Rabindranath Tagore.
- 30 de maig - Londres: es signa el Tractat de Londres per concloure amb la configuració territorials ocorreguts a la península dels Balcans a conseqüència de la I Guerra Balcànica.
- 19 de juny - Sud-àfrica: Primeres lleis de l'apartheid.
- 29 de juny al 10 d'agost: II Guerra Balcànica.
- Inundació a Miami i al Salvador.
- Auge del moviment del sufragisme.
- Pancho Villa avança a Mèxic.
- Inici del fordisme.
- Inauguració de la Grand Central Terminal, l'estació més gran del món.
- Publicació de A la recerca del temps perdut.
- Estrena de la Consagració de la Primavera d'Ígor Stravinski.
- Desenvolupament del conductisme.
- Teoria de l'àtom de Niels Bohr.
- Vaga de Colorado de 1913

### Premis Nobel
| Camp                  | Guardonats               |
| --------------------- | ------------------------ |
| Física                | - Heike Kamerlingh Onnes |
| Química               | - Alfred Werner          |
| Medicina o Fisiologia | - Charles Richet         |
| Literatura            | - Rabindranath Tagore    |
| Pau                   | - Henri La Fontaine      |

## Naixements
Països Catalans
- 10 de gener, Eivissa: Marià Villangómez Llobet, poeta, traductor, mestre i escriptor.[6]
- 20 de gener, Mollerussa: Maria Manonelles i Riera, activista política i sindical catalana.[7]
- 2 de febrer, Sueca, País Valencià: Virtudes Cuevas, supervivent del camp d'extermini nazi de Ravensbrück (m. 2010).
- 7 de febrer, Barcelona: Ramon Mercader, militar i polític català, conegut per ser l'assassí de Lev Trotski.
- 28 de febrer, Sabadell: Joan Maurí i Espadaler, pintor català
- 4 de març, València: Artur Llàcer Pla, compositor valencià.[cal citació]
- 10 de març, Sabadell: Miquel Casablancas i Juanicó, periodista i polític.
- 31 de març, Barcelona: Mari Josep Colomer, la primera aviadora catalana de la història i la tercera d'Espanya[8]
- 5 d'abril, Barcelona: Antoni Clavé i Sanmartí, artista català[9]
- 18 d'abril, Cervera: Isabel Solsona i Duran, poetessa i traductora catalana (m. 2011).[10]
- 22 d'abril, Girona: Maria Assumpció Soler i Font, mestra, escriptora i periodista.[11]
- 26 d'abril, Barcelona: Creu Casas i Sicart, farmacèutica i primera dona a l'IEC (m. 2007).[12]
- 31 de maig, Sabadell: Joan Clavell i Corominas, mestre sabadellenc
- 1 de juny, València: Vicente Escrivá Soriano, productor, guionista i director de cinema i televisió valencià
- 16 de juny, Vic, Osona: Andreu Colomer i Munmany, empresari i mecenes català[13]
- 22 de juny - Girona: Antònia Adroher i Pascual, mestra i activista política catalana fundadora del POUM[14]
- 26 de juny, Cebreros, Espanya: Joaquim Viola i Sauret, polític català, afusellat per EPOCA
- 1 de juliol, Barcelona: Joana Raspall i Juanola, escriptora i bibliotecària.[15]
- 8 de juliol, València: Alejandra Soler Gilabert, mestra valenciana durant la Segona República Espanyola[16]
- 10 de juliol, Santa Coloma de Farners, la Selva: Salvador Espriu i Castelló, escriptor català[17]
- 19 de juliol, Sabadell: Jaume Viladoms i Valls, pedagog i militant socialista català.
- 20 de juliol, Granollers, Vallès Oriental: Maria Josefa de Riba i Salas, tenista catalana (m. 2008).[18]
- 3 d'agost, Palma: Bartomeu Rosselló-Pòrcel, escriptor català
- 7 d'agost, Barcelona: Aurora Díaz-Plaja Contestí, bibliotecària i escriptora catalana[19]
- 11 d'agost, Sabadell: Lluís Mimó i Espinalt, esperantista català, militant del POUM i víctima dels camps de concentració
- 13 d'agost, Palma: Bartomeu Rosselló-Pòrcel, poeta i traductor mallorquí[20]
- 31 d'agost, Albuixech, Horta Nord: Miguel Ambrosio Zaragoza, conegut com a Ambrós, dibuixant de còmics valencià i autor d'El Capitán Trueno entre altres
- 1 de setembre, Barcelona: Mary Santpere, actriu polifacètica catalana[21]
- 12 de setembre, Reus: Antònia Abelló Filella, activista política, periodista republicana i feminista, pianista i escriptora[22]
- 20 de setembre, Palafrugell: Rosa Granés i Noguer, bibliotecària catalana (m. 2007).[23]
- 8 d'octubre, el Masnou, Maresme: Walda Pla i Rosés, novel·lista catalana (m. 2014).[24]
- 26 d'octubre, L'Alguer: Verdina Pensè, pintora i joiera algueresa (m. 1984).[25]
- 21 de novembre, Barcelona: Aurora Casanovas i Puig, historiadora del gravat catalana.[26]
- 22 de novembre, Manresa, Bages: Joaquim Amat i Piniella, escriptor[27]
- Vic: Camil Riera i Canudes, filòsof i teòleg
- Barcelona: Dolors Castelltort i Vila, atleta i jugadora de bàsquet (m. 1999).[28]

Resta del món
- 9 de gener, Yorba Linda, Califòrnia, EUA: Richard Nixon, president dels Estats Units
- 25 de gener, Varsòvia, Polònia: Witold Lutosławski, compositor polonès[29]
- 4 de febrer, Tuskegee, Alabama: Rosa Parks, pionera dels drets civils estatunidenca.[30]
- 6 de febrer, Londres, Anglaterra: Mary Leakey, paleontòloga i arqueòloga britànica[31]
- 26 de març - 
  - Chartres: Jacqueline de Romilly, hel·lenista, escriptora i professora francesa i grega[32]
  - Budapest, Àustria-Hongria: Paul Erdős, matemàtic jueu hongarès immensament prolífic[33]
- 25 de maig, Buford, Geòrgia: Brownie Wise, llegendària venedora i empresària, responsable de l'èxit de Tupperware[34]
- 8 de juny, Santander: María Cristina Gonzalo Pintor, arquitecta, física, matemàtica i segona meteoròloga d'Espanya.[35]
- 12 de juny:
  - Wila, Zúric, Suïssa: Elisabeth Eidenbenz, filantropa suïssa, creadora de la Maternitat d'Elna[36]
  - Casablanca: Maurice Ohana, compositor francès[37]
- 26 de juny, Beirut: Anissa Rawda Najjar, activista libanesa pels drets de les dones (m. 2016).[38]
- 27 de juny, Mont-real, Canadà: Philip Guston, pintor nord-americà. Primer va destacar com a muralista[39]
- 12 de juliol, Los Angeles, Califòrnia, Estats Units: Willis Lamb, físic nord-americà, Premi Nobel de Física de 1955[40]
- 14 de juliol, Omaha, Nebraska, (EUA: Gerald Rudolph Ford, Jr.,va ser el 38è (1974-1977) president dels Estats Units[41]
- 9 d'agost, Cadis: Mercedes Formica, jurista, novel·lista i assagista espanyola que lluità pels drets de la dona a Espanya[42]
- 10 d'agost, Lorenzkirch, Alemanya: Wolfgang Paul, físic alemany, Premi Nobel de Física de l'any 1989[43]
- 16 d'agost, Brest-Litovsk, Polònia: Menahem Beguín, Primer Ministre d'Israel, Premi Nobel de la Pau de 1978[44]
- 20 d'agost, Hartford, Connecticut, EUA: Roger Wolcott Sperry, psicòleg i neurobiòleg nord-americà, Premi Nobel de Medicina o Fisiologia de l'any 1981[45]
- 30 d'agost, Londres, Anglaterra: Richard Stone, economista, Premi Nobel d'Economia de 1984[46]
- 3 de setembre, Hot Springs, Arkansas, EUA: Alan Ladd, actor estatunidenc[47]
- 4 de setembre:
  - Chicago, Illinois, EUA: Stanford Moore, químic i bioquímic nord-americà, Premi Nobel de Química de l'any 1972[48]
  - Osaka, Japó: Kenzō Tange, arquitecte i urbanista japonès[49]
- 12 de setembre, Oakville: Jesse Owens, guanyador de quatre medalles d'or (100m, 200m, 4x100m i salt de llargada) als Jocs Olímpics de Berlín'36[50]
- 17 de setembre, Görlitz, Silèsia, Alemanya: Mira Lobe, escriptora austríaca de més d'un centenar de llibres infantils[51]
- 6 d'octubre, Berlín: Meret Oppenheim, artista surrealista suïssa d'origen alemany (m. 1985).[52]
- 10 d'octubre, Antananarivo, Madagascar: Claude Simon, escriptor francès, Premi Nobel de Literatura de l'any 1985
- 12 d'octubre, Hermanowa, Galítsia, Imperi Austrohongarès: Leo Fleider, director de cinema i guionista figura important del cinema argentí.
- 15 d'octubre, Fuping, Shaanxi) Xina: Xi Zhongxun, dirigent polític xinès pare de Xi Jinping. [cal citació]
- 19 d'octubre, Rio de Janeiro, Brasil: Vinícius de Moraes, poeta, cantautor, compositor i escriptor brasiler[53]
- 22 d'octubre, Budapest, Hongria: Robert Capa, fotògraf hongarès.
- 2 de novembre, Ciutat de Nova York (els EUA: Burt Lancaster, actor estatunidenc[54]
- 5 de novembre, Darjeeling, Raj Britànic: Vivien Leigh, actriu anglesa de teatre i cinema.[55]
- 7 de novembre, Mondovi, Algèria: Albert Camus, escriptor en francès
- 18 de novembre, Damiata, Egipte: Aisha Abd al-Rahman, escriptora i professora de literatura egípcia[56]
- 22 de novembre, Lowestoft, Suffolk, Anglaterra: Benjamin Britten, compositor anglès[57]
- 4 de desembre, Mont-real, Quebec, Canadà: Mark Robson, director de cine canadenc[58]
- 9 de desembre, Navsari, Gujarat, Índia: Homai Vyarawalla –Dalda 13–, primera dona fotoperiodista de l'Índia[59]
- 17 de desembre, Buenos Aires: Alicia Lourteig, botànica argentina (m. 2003).[60]
- 18 de desembre, Lübeck, Alemanya: Willy Brandt, polític alemany

## Necrològiques
Països Catalans
- 18 de febrer - Barcelona: Dolors Aleu i Riera, metgessa, primera dona llicenciada en medicina a Espanya i la segona a assolir el doctorat.[61]
- 2 de maig - Reus, Núria Solé i Sanromà, geòloga i palinòloga catalana (n. 1925).[62]
- 12 de maig - Barcelona: Enriqueta Martí, segrestadora, proxeneta i assassina de nens, (n. 1868).
- 23 de juny - 
  - Madrid, Espanya: Tomàs López Torregrosa, compositor de sarsuela valencià (44 anys).
  - Tòquio: Ginko Ogino, la primera metgessa japonesa (n. 1851).[63]
- 4 d'octubre
  - Barcelona: Josep Falp i Plana, metge i escriptor català fundador la Lliga Vegetariana de Catalunya.
  - Tànger, Marroc: Josep Tapiró i Baró, pintor català (n. 1836).

Resta del món
- 22 de febrer - Vufflens-le-Château: Ferdinand de Saussure, lingüista suís considerat el pare de la lingüística moderna.
- 7 de març - Vancouver (Canada): Pauline Johnson, també coneguda com a Tekahionwake escriptora iroquesa. Era filla del cabdill mohawk Teyonnhehkewea i d'una anglesa. (n. 1861).[64]
- 25 de març - Menton, Provença (França): Garnet Wolseley, militar britànic (n. 1833).[65]
- 31 de març - Hartford, Connecticut (EUA): J.P. Morgan, financer i banquer estatunidenc (n. 1837)[65]
- 17 d'abril - Istanbul: Ahmad Niyazi Bey, militar otomà, assassinat per un anarquista.
- 8 de juliol - Ontario, Canadà: Louis Hémon, escriptor francès (n.1880).[66]
- 29 de juliol - La Haia (Països Baixos): Tobias Michael Carel Asser, advocat neerlandès, Premi Nobel de la Pau 1911 (n. 1838).[67]
- 3 d'agost, Chicago: Josephine Cochrane, inventora estatunidenca del rentaplats (n.1839).[68]
- 13 d'agost - Trenton, Nova Jersey: Julie Hart Beers, pintora paisatgista estatunidenca (n. 1834).[69]
- 8 de setembre - Rättvik, Suècia: Emma Sparre, pintora sueca (n. 1851).[70]
- 7 de novembre - Broadstone, Dorset (Anglaterra): Alfred Russel Wallace, geògraf, botànic i naturalista gal·lès (n. 1823).[71]
- 17 de novembre - Londres: Mathilde Marchesi, mezzosoprano i professora de cant alemanya.[72]
- 22 de novembre - Japó: Tokugawa Yoshinobu, 45è i últim shogun.
- 18 de desembre - Nova York: Louise Bethune, primera americana arquitecta professional (n. 1856).[73]
- 28 de desembre - El Caire: Nazlı Fazıl, princesa i salonnière egípcia (n.1853).[74]
- Dresden: Heinrich Germer, pianista i professor.